# Lampranthus ebracteatus
Lampranthus ebracteatus är en isörtsväxtart som beskrevs av L. Bol. Lampranthus ebracteatus ingår i släktet Lampranthus och familjen isörtsväxter. Inga underarter finns listade i Catalogue of Life.